# Урус-Мартан
Урус-Мартан (рус. Урус-Мартан) град је у Русији у Чеченији.

## Становништво
| 1939.  | 1959.  | 1970.  | 1979.  | 1989.  | 2002.  | 2010.  |
| ------ | ------ | ------ | ------ | ------ | ------ | ------ |
| 13.400 | 11.672 | 24.311 | 27.942 | 32.851 | 39.982 | 49.070 |